# Camden-on-Gauley
Camden-on-Gauley – miasto w Stanach Zjednoczonych, w stanie Wirginia Zachodnia, w hrabstwie Webster.